# Udara apona
Udara apona är en fjärilsart som beskrevs av Hans Fruhstorfer 1910. Udara apona ingår i släktet Udara och familjen juvelvingar. Inga underarter finns listade i Catalogue of Life.